# ヘスス・エンリケ・レホン・アギラール
ヘスス・エンリケ・レホン・アギラール(Jesús Enrique Rejón Aguilar、1976年6月9日 - )は、メキシコ合衆国の麻薬密売人。通り名はマミートで、メキシコで最も危険な犯罪組織とされたロス・セタスの幹部として知られている。
1993年にメキシコ軍に入隊し、その後、特殊作戦群 (GAFE）に配属されるがアルトゥーロ・グスマン・デセナの呼びかけにより脱走しガルフ・カルテルの私兵部隊だったロス・セタスに加入した。セタスメンバーとしては麻薬取引だけでなく、新人メンバーを軍事訓練するキャンプの主任教官を務めた。
2011年7月、メキシコシティ郊外にて連邦警察により逮捕された。

## 関連
- メキシコ麻薬戦争